# Kloostergeloften
De kloostergeloften of religieuze geloften zijn de publieke geloften van armoede, zuiverheid en gehoorzaamheid die door kloosterlingen en andere religieuzen in de Rooms-Katholieke Kerk, de Anglicaanse Kerk en de oosters-orthodoxe kerken worden afgelegd. Ze drukken een volledige toewijding aan de dienst van God en van de naaste uit. De kloostergeloften beantwoorden aan de evangelische raden.

## In de Katholieke Kerk
In de Katholieke Kerk worden de kloostergeloften naar canoniek recht geregeld in de canons 654-658 van het Kerkelijk Wetboek (1983). Ze worden in het algemeen in de volgende twee stappen genomen: eerst de tijdelijke eerste geloften, en na een paar jaar de eeuwige geloften. Het doen van geloften wordt soms ook wel professie genoemd. Dit is te onderscheiden van de inkleding die gebeurt - in ordes of congregaties waar dit gebruikelijk is - bij de aanvang van het noviciaat.

### Eerste geloften
De novice kan in principe zijn of haar eerste geloften afleggen na minimaal één jaar noviciaat. Deze tijdelijke geloften moeten na enige tijd vernieuwd worden. Door de tijdelijke geloften wordt men voorlopig opgenomen in de religieuze orde of congregatie. In de meeste congregaties worden de tijdelijke geloften afgelegd voor een periode van drie jaar en meestal eenmaal vernieuwd.

### Eeuwige geloften
Minimaal drie jaar na het afleggen van de tijdelijke geloften kan men de eeuwige geloften afleggen. Hierdoor wordt men permanent lid van een religieuze orde of congregatie. In ordes wordt dit meestal de plechtige professie genoemd, terwijl in congregaties dit als eeuwige geloften wordt benoemd.

### Geloften bij de Jezuïeten
De jezuïeten van de Sociëteit van Jezus onderscheiden zich van andere orden en congregaties doordat zij direct na het tweejarige noviciaat de 3 eeuwige geloften (armoede, kuisheid en gehoorzaamheid) afleggen. Hierdoor bindt de jezuïet zich voor altijd met de Sociëteit.
Na het tertiaat (een derde noviciaatsjaar na ongeveer tien jaar) volgt de vierde gelofte, namelijk de gelofte van gehoorzaamheid aan de paus. Deze bijzondere gelofte maakt het in theorie mogelijk jezuïeten in te zetten op elke plaats waar de paus dat nodig en nuttig acht. Hierdoor bindt de Sociëteit zich met de jezuïet en wordt de band dus wederkerig.